# Мюскадены

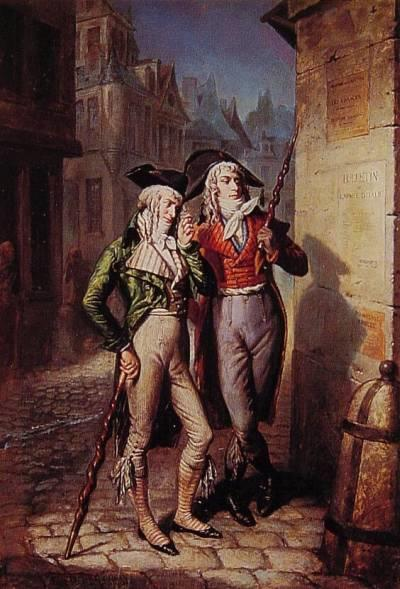
Два мюскадена, или инкруаябля, несущие свои «конституции». Эжен Лампсониус, 1795 год

Мюскадены (французский: [myskadɛ̃]) (дословно переводится как «использующие мускусные духи») — группы молодых людей, относительно обеспеченных и модно одетых, которые были уличными бойцами термидорианской реакции в Париже во время Великой французской революции. После устранения Робеспьера и якобинцев в результате термидорианского переворота 27 июля 1794 года они занялись преследованием оставшихся якобинцев и санкюлотов, и в значительной степени преуспели в их подавлении в течение следующего года-двух. На гравюрах их часто можно увидеть с большими деревянными дубинками, которые они называли «конституциями». Предположительно, их организацией занимался политик и журналист Луи Мари Станислас Фрерон; их насчитывалось 2-3 тыс. человек. Судя по всему, они в основном состояли из низшего среднего класса, сыновей «мелких чиновников и мелких лавочников». Их незаметно поощряло неуверенно чувствующее себя новое правительство, у которого были все основания опасаться якобинских банд и широких народных волнений, поскольку суровая зима 1794–1795 гг. привела к нарастанию голода среди парижского рабочего класса. Мюскадены считаются участниками Первого белого террора, возникшего в ответ на предшествовавший якобинский террор.
Эта «золотая молодёжь» (фр. Jeunesse dorée) оказывала значительное влияние на Национальный конвент, и после якобинского восстания 12 жерминаля III года (1 апреля 1795 года), как считается, вынудила арестовать четырёх основных «зачинщиков», бывших ранее участниками якобинского режима: Барера, Давида, Колло д’Эрбуа и Бийо-Варенна, которых было решено выслать во Французскую Гвиану (хотя в конечном итоге туда были отправлены только два последних). После того, как им удалось подавить санкюлотов, они перестали быть полезными для правительства и начали представлять угрозу. После подавления восстания 13-го Вандемьера в октябре 1795 года они прекратили быть значительным фактором парижской политики.

## Термин
Термин «Мюскадены» существовал задолго до послетермидоровских банд, которых также называли «золотая молодежь» (фр. Jeunesse dorée) или просто «молодые люди» (фр. Les jeunes gens). Этот термин долгое время был распространён в Лионе и использовался рабочим классом для домашней прислуги «белых воротничков», продавцов, клерков и купцов. Подразумевался некоторый элемент женственности.
В начале революции, в 1789 году в Лионе, первым эшевеном Жаком Имбер-Коломом при поддержке городской элиты было создано роялистское ополчение, в состав которого вошли многие из их слуг, которых противники-революционеры стали называть «мюскаденами». Использующие духи или нет, они почти год были эффективной военной силой в этом районе, прежде чем были расформированы после того, как стало ясно, что их время прошло. Их вооружение (и прозвище) перешло местной национальной гвардии, а когда Лион был осаждён якобинскими армиями в 1793 году, этот термин стал известен в Париже.
В том же году этот термин использовался в публицистической битве между двумя якобинскими газетами: Le Père Duchesne авторства Жака Эбера с одной стороны, и Le Vieux Cordelier Камиля Демулена с другой, во время которой Эбер использовал его в критике Демулена. Раскол среди якобинцев разрешился в следующем году казнью обоих авторов вместе со многими сторонниками их фракций; на заседании Комитета общественного спасения, выступившем против «эбертистов» в марте 1794 года, Барер жаловался, что мюскадены вместе с иностранцами и дезертирами были замечены «собирающимися в театрах, одетыми с нелепой роскошью, и … были в грязных чулках, с большими усами и длинными саблями, угрожая порядочным гражданам и особенно представителям народа», — он видел в них поддержку ультрарадикальных «эбертистов».

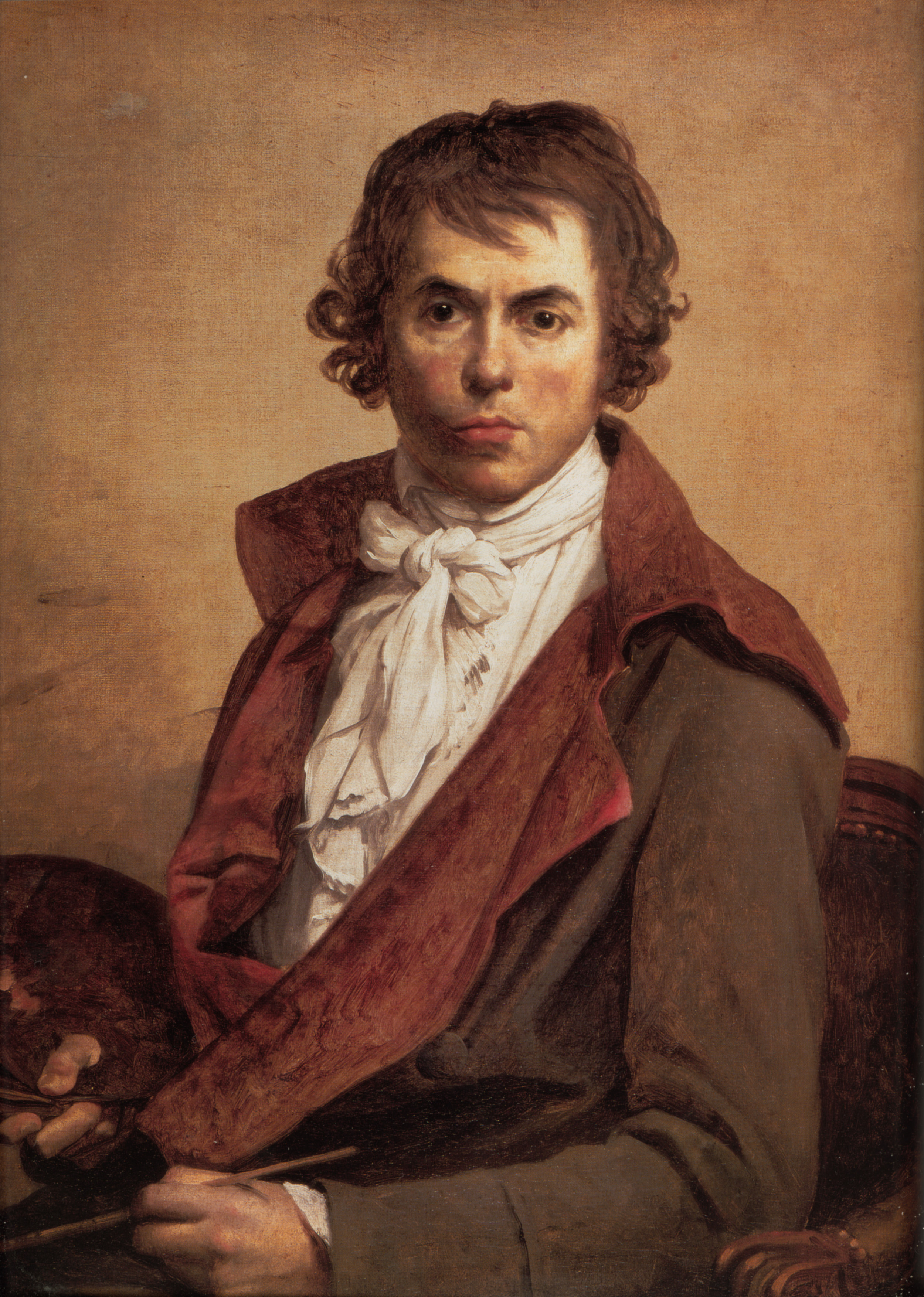
Якобинец Жак Луи Давид; автопортрет в тюрьме. 1794 год

## Костюм
Костюмы мюскаденов описаны хуже, чем костюмы их преемников, инкруаяблей, но, видимо, были похожи на них. Описания включают в себя плотно скроенные пальто с экстравагантными большими лацканами, обычно другого цвета, большие и искусно завязанные краваты и, возможно, пояса на талии. Использовались яркие и резко контрастирующие цвета, были очень популярны полосы — возможно, пародия на санкюлотов, для которых полосы тоже были характерны. Более нейтральную версию этого костюма можно увидеть на автопортрете, написанном Жаком Луи Давидом в тюрьме в 1794 году после падения якобинцев. Мюскадены довели до крайности некоторые элементы общей моды того времени. Их трости, дубинки или палицы часто представляли собой толстые скрученные куски дерева, возможно, искусственно выращенные в этом стиле; предполагается, что мюскадены называли их «конституциями».